# ニコライ・ジュコーフスキー

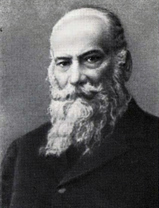
ニコライ・ジュコーフスキー

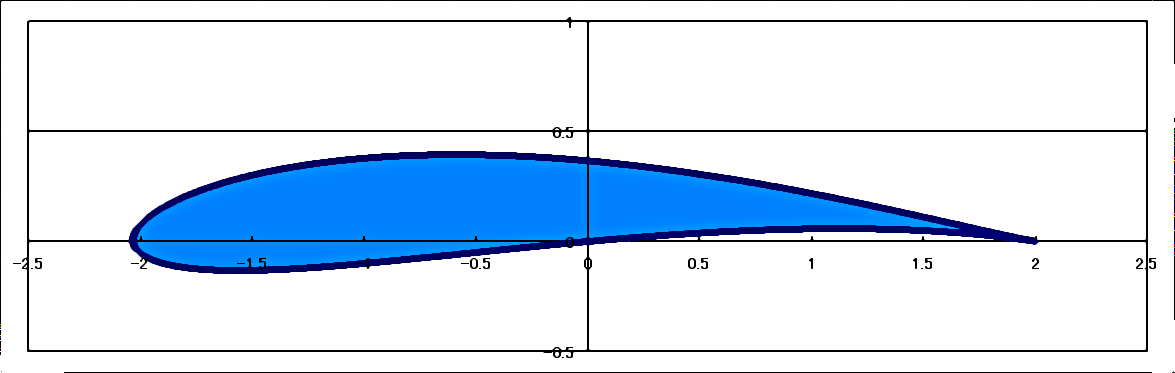
ジュコフスキー翼。複素平面上の円をジュコフスキー変換すると得られる

ニコライ・エゴーロヴィチ・ジュコーフスキー（露: Николай Егорович Жуковский、1847年1月17日（ユリウス暦1月5日） - 1921年3月17日）は、ロシアの物理学者。空気力学を研究して現代的な翼理論を確立し、「ロシアの航空の父」と呼ばれる。

## 生涯
通信技師であったエゴール・ジュコーフスキーの息子として1847年にウラジーミル近くのオレホヴォ（Орехово、現在のヴラジーミル州ソビンカ地区）で生まれた。モスクワ大学で数学と物理学を学び、1868年に同大学を卒業した。1872年に帝立工科学校（現在のバウマン記念モスクワ国立工科大学）の教授に招かれ、並行して続けた流体の運動学についての研究で1876年に修士号を取得した。1882年に運動の安定性についての論文でモスクワ大学から博士号を授与されてそこで働くようになり、1886年には力学部の学部長となった。また1885年に流体力学の理論的研究によってブラッシュマン賞を受賞している。
1890年代からジュコーフスキーは空気力学に特に興味を持ち始め、1895年にはベルリンへオットー・リリエンタールを訪ねてグライダーを一機購入した。さらに1902年にロシア最初の風洞を建設、1904年に世界最初の航空力学研究所を創設した。1906年にはクッタ・ジュコーフスキーの定理をクッタとは独立に導出。第一次世界大戦中、彼はパイロットたちに対して爆撃の講義を行なった。1918年、彼はアンドレーイ・トゥーポレフらとともにTsAGI（中央流体力学研究所）を設立して自ら所長に就任した。これは現在、航空力学の研究所としては世界最大のものとなっている。
ジュコーフスキーは1921年3月17日にモスクワで死去し、ドンスコイ修道院の墓地に葬られている。TsAGIが置かれている町は1947年に彼を記念してジュコーフスキーと改称した。また月のクレーターにもジュコーフスキーと名付けられたものがある。

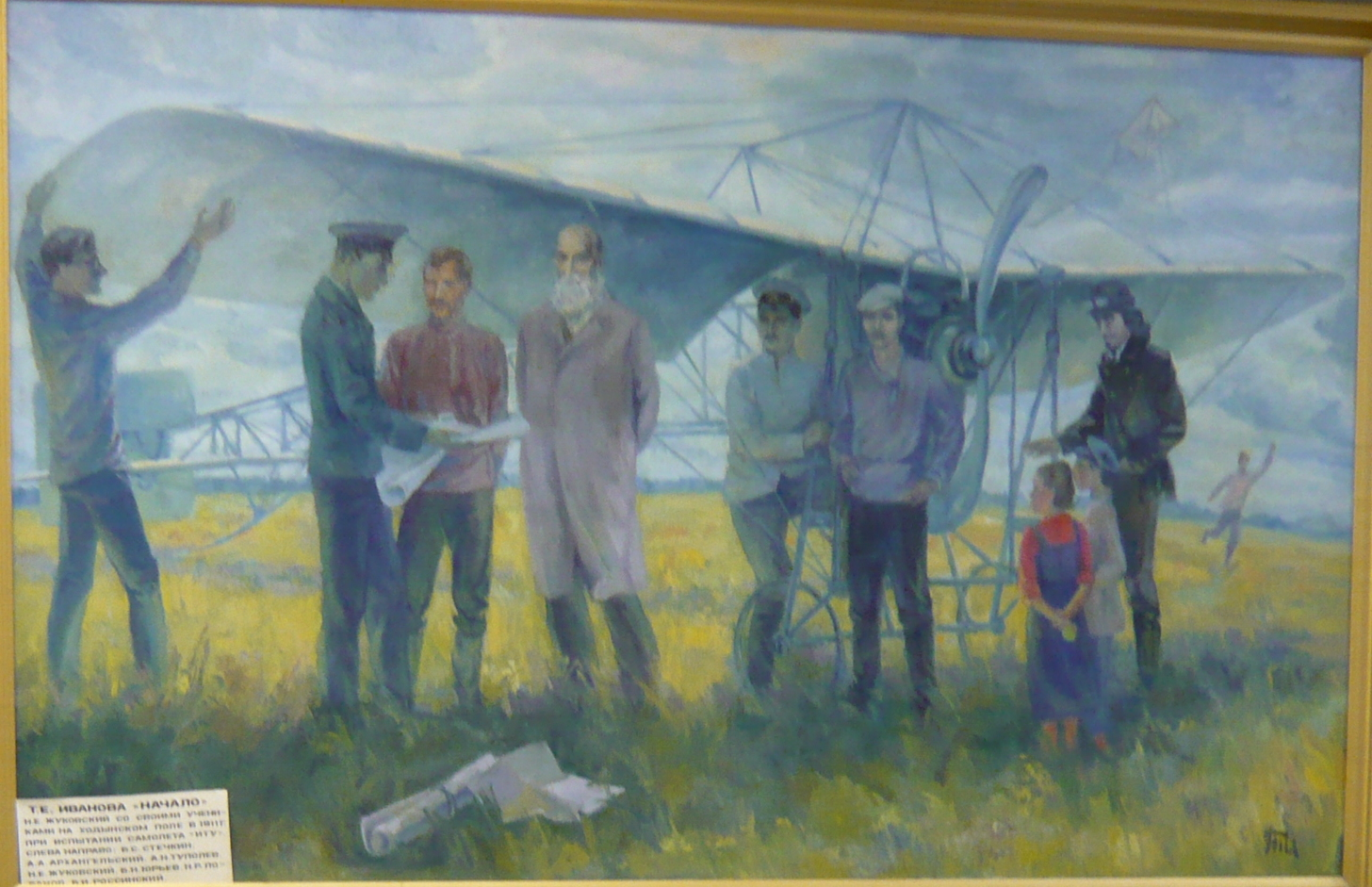
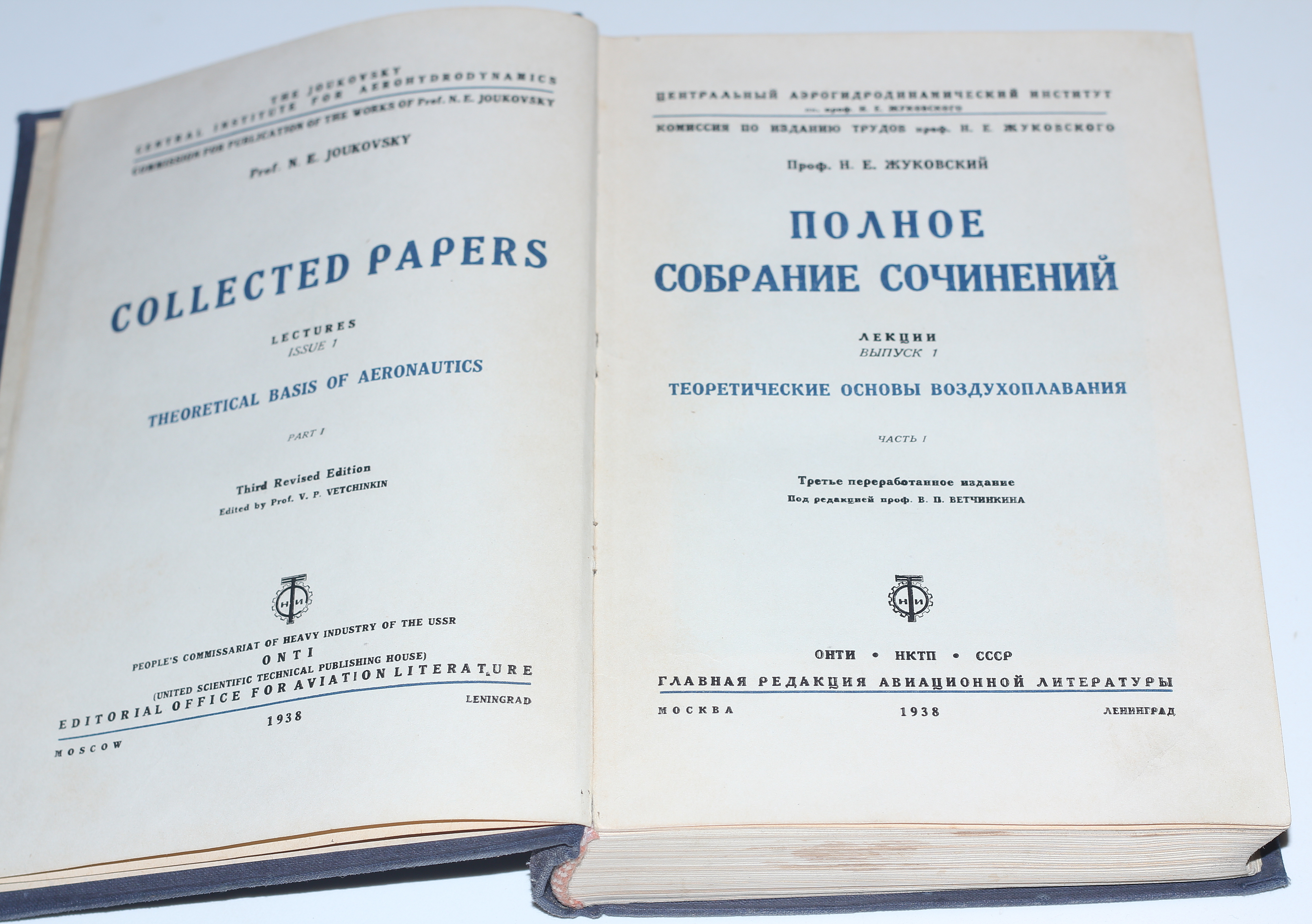
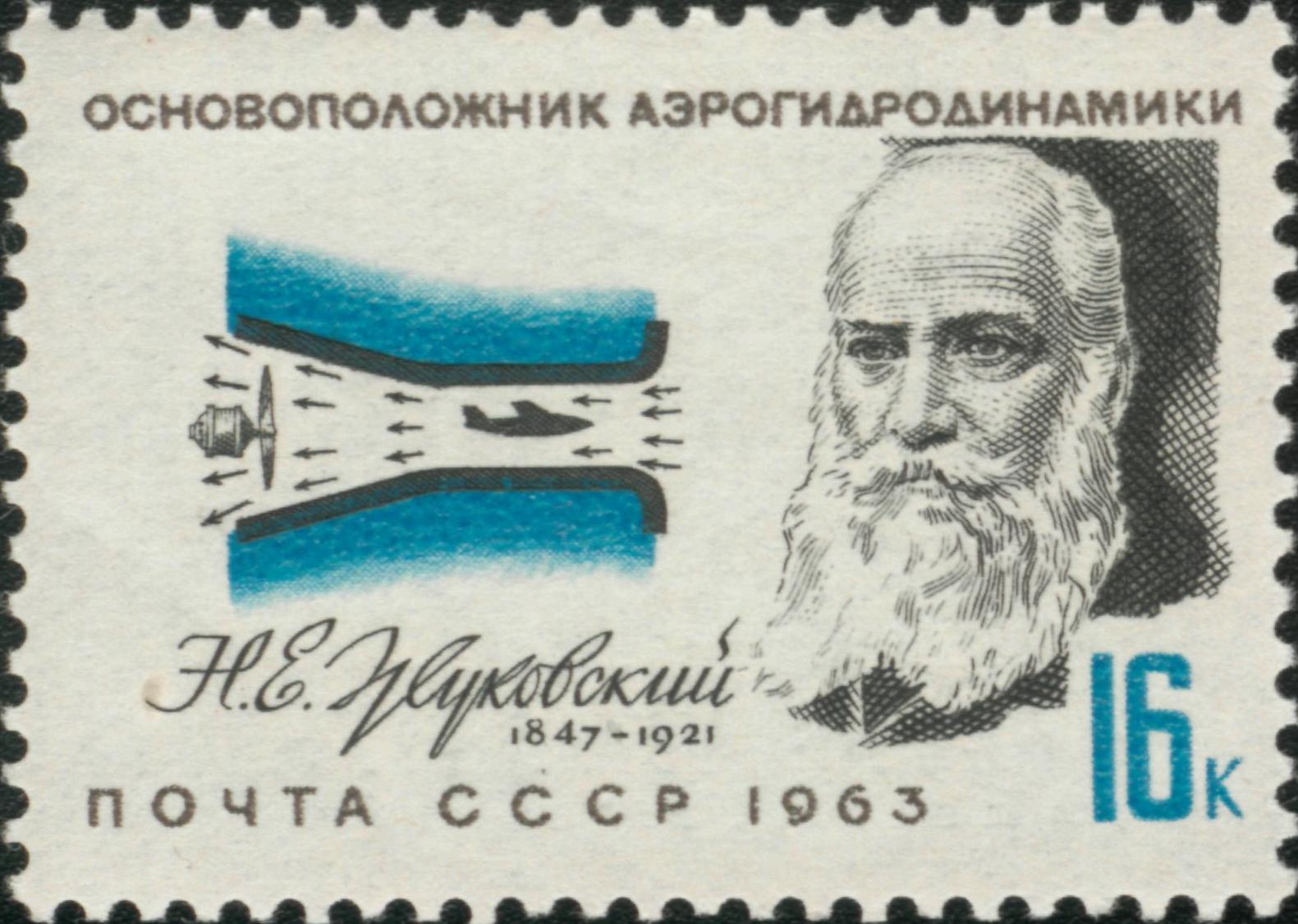